# Курт Чірнт
Курт Чірнт (нім. Kurt Zschirnt; 10 січня 1897, Лангендорф — ?) — німецький сільськогосподарський чиновник і офіцер, труппфюрер СА (1934), оберлейтенант резерву вермахту (1935), оберштурмбаннфюрер СС (9 листопада 1943). Кавалер Лицарського хреста Хреста Воєнних заслуг.

## Біографія
Учасник Першої світової війни, після завершення якої став фермером. Член численних сільськогосподарських організацій, в основному в зерновій промисловості. З 1935 року — голова, з вересня 1939 року — заступник голови, з 1943 року — знову голова Головного товариства німецької зернової і кормової промисловості. Одночасно з 1943 року — начальник 3-го імперського головного відділу Імперського управління харчування. Окрім цього, Чірт був головою кінного клубу Пазевалька і членом ради директорів Зерново-кредитного банку Берліна.

## Нагороди
- Залізний хрест 2-го і 1-го класу

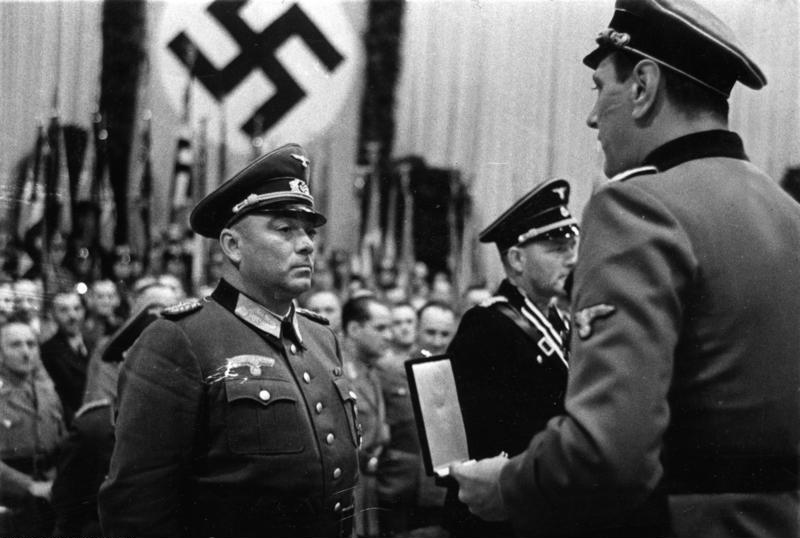
Чірнт (в чорній формі) під час вручення Лицарського хреста Хреста Воєнних заслуг (3 жовтня 1943).

- Нагрудний знак «За поранення» в чорному
- Сілезький Орел 2-го і 1-го ступеня
- Почесний хрест ветерана війни з мечами
- Шеврон Головного управління СС з питань рас і поселень (руна Одал)
- Хрест Воєнних заслуг 2-го і 1-го класу
- Лицарський хрест Хреста Воєнних заслуг (3 жовтня 1944)[1] — вручений Отто Скорцені.